# Manuel Comnène (fils d'Andronic Ier Comnène)
Pour les articles homonymes, voir Manuel Comnène.
Manuel Comnène (en grec : Μανουήλ Κομνηνός, Manouēl Komnēnos) (vers 1145 - 1185) est le fils aîné de l'Empereur Andronic Ier Comnène et de sa première femme, dont le nom est inconnu.
Selon l'hypothèse de Cyrille Toumanoff, sa mère serait une sœur anonyme de Georges III de Géorgie épousée vers 1144. Il serait ainsi le cousin germain de la reine Tamar de Géorgie. D'une épouse elle aussi anonyme il a deux fils : Alexis, né en 1182, et David, né en 1184, tous deux futurs empereurs de Trébizonde. 
Après la mort de Manuel Ier Comnène en 1180, son fils Alexis II Comnène lui succède mais, trop jeune pour régner, une régence se met en place dominée par le protosébaste Alexis Comnène. Manuel Comnène participe avec son frère Jean à un complot contre la régence fomenté par Marie Comnène (fille de Manuel Ier) et son mari Rénier de Montferrat. Découvert, le complot est un échec et ses protagonistes, dont Jean, sont emprisonnés. Cet événement a peut-être incité Andronic Ier à se révolter depuis la région du Pont où il se trouve et à déposer d'abord le protosébaste puis Alexis II.
Sous le règne de son père, entre 1182 et 1185, il semble s'être opposé à certaines de ses orientations. Cela expliquerait que son frère cadet Jean lui ait été préféré par Andronic comme successeur désigné. En outre, une prédiction populaire de l'époque indique que l'ordre des empereurs Comnènes respecte un ordre précis dit AIMA, reprenant la première lettre de chaque empereur. Cette règle a été respectée entre 1081 et 1182 avec, dans l'ordre, Alexis Ier Comnène, Jean II Comnène (Ioannes en grec, restranscrit en Jean), Manuel Ier Comnène puis Alexis II Comnène. Andronic croyant à cette prédiction aurait alors favorisé son deuxième fils. En septembre 1185, lorsque son père est déposé du trône impérial puis tué, Manuel est lui-même aveuglé. Il est probable qu'il ait succombé à la suite de complications de son supplice, il disparaît en tout cas des archives historiques cette année-là.

## Sources
- (en) Cyrille Toumanoff On the Relationship between the Founder of the Empire of Trebizond and the Georgian Queen Thamar, Speculum, Vol. 15, No. 3 (Jul., 1940), p. 299-312.
- (el) Konstantinos Varzos, « Η Γενεαλογία των Κομνηνών [The Genealogy of the Komnenoi] », Centre for Byzantine Studies, University of Thessaloniki,‎ 1984 (consulté le 11 octobre 2016)

- (en) Cet article est partiellement ou en totalité issu de l’article de Wikipédia en anglais intitulé « Manuel Komnenos (son of Andronikos I) » (voir la liste des auteurs).